# ديبرا وينجر
ديبرا وينجر (بالإنجليزية:Debra Winger) (ولدت 16 مايو 1955) ممثلة ومنتجة أمريكية . اكتسبت اشادة من النقاد لادائها في كاوبوي الحضرية في عام 1980. ثم أعطت أداء رشح لجائزة الأوسكار في ضابط وجنتلمان، شروط التحبب، وأرض الظلال.

## روابط خارجية
- ديبرا وينجر على موقع IMDb (الإنجليزية)
- ديبرا وينجر على موقع الموسوعة البريطانية (الإنجليزية)
- ديبرا وينجر على موقع روتن توميتوز (الإنجليزية)
- ديبرا وينجر على موقع مونزينجر (الألمانية)
- ديبرا وينجر على موقع ألو سيني (الفرنسية)
- ديبرا وينجر على موقع ميوزك برينز (الإنجليزية)
- ديبرا وينجر على موقع تيرنر كلاسيك موفيز (الإنجليزية)
- ديبرا وينجر على موقع أول موفي (الإنجليزية)
- ديبرا وينجر على موقع قاعدة بيانات برودواي على الإنترنت (الإنجليزية)
- ديبرا وينجر على موقع قاعدة بيانات الأفلام السويدية (السويدية)
- Transcript of Radio 4 interview
- Texas Monthly Talks: Debra Winger, video posted on November 3, 2008 على يوتيوب